# Cora Barbara Hennel

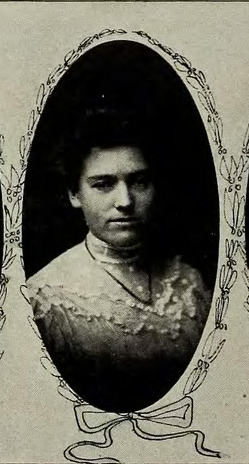
Cora Barbara Hennel

Cora Barbara Hennel (* 21. Januar 1886 in Evansville (Indiana), Vereinigte Staaten; † 26. Juni  1947 in Bloomington (Indiana)) war eine US-amerikanische Mathematikerin und Hochschullehrerin. Sie erwarb 1912 als erste Frau an der Indiana University Bloomington einen Doktortitel in Mathematik.

## Leben und Werk
Hennel studierte 1903 an der Indiana University Bloomington und erwarb 1907 ihren Bachelor-Abschluss. 1908 erwarb sie ihren Master in Mathematik und wurde 1909 zur Ausbilderin am Indiana Department of Mathematics ernannt. Sie promovierte 1912 bei Robert Daniel Carmichael an der Indiana University mit der Dissertation: Transformations and Invariants Connected with Linear Homogeneous Difference Equations and Other Functional Equations. Diese Arbeit wurde 1913 im American Journal of Mathematics veröffentlicht. Sie trat 1913 der American Mathematical Society bei. 1916 wurde sie zur Assistenzprofessorin, 1923 zur außerordentlichen Professorin und 1936 zur Professorin ernannt. Zum Zeitpunkt ihrer Beförderung zur ordentlichen Professorin war sie eine von nur vier Frauen in Indiana, die diese Position innehatten. Sie war Mitglied von Phi Beta Kappa, Sigma Xi, Pi Lambda Theta, dem Mortar Board und der Indiana Academy of Science. Sie war Präsidentin des örtlichen Kapitels der AAUP und der American Association of University Women sowie Vorsitzende der Indiana Section der Mathematical Association of America.